# (1990) Pilcher
(1990) Pilcher es un asteroide que forma parte del cinturón de asteroides y fue descubierto por Karl Wilhelm Reinmuth el 9 de marzo de 1956 desde el observatorio de Heidelberg-Königstuhl, Alemania.

## Designación y nombre
Pilcher fue designado inicialmente como 1956 EE.
Posteriormente se nombró en honor del físico estadounidense Frederick Pilcher.

## Características orbitales
Pilcher orbita a una distancia media del Sol de 2,174 ua, pudiendo acercarse hasta 2,063 ua y alejarse hasta 2,285 ua. Su excentricidad es 0,05097 y la inclinación orbital 3,131°. Emplea 1171 días en completar una órbita alrededor del Sol.